# Joachim Fagerlund
Joachim Malthe Elias Fagerlund (født 14. januar 1859 i Tårbæk, død 28. februar 1933 på Frederiksberg) var en dansk civilingeniør, hvis livsværk kom til at ligge på Bornholm, hvor han blev driftsbestyrer for De Bornholmske Jernbaner.
Joachim Fagerlund var søn af en tømrermester og blev civilingeniør med førstekarakter i 1882. 1883-84 arbejdede han på en tysk maskinfabrik, der bl.a. fremstillede damplokomotiver til smalsporsbaner. Her var han også med til at bygge jernbanebroen over Masnedsund, som åbnede i 1884. Derefter arbejdede han i faderens byggeforretning indtil 1888, hvor han tog til Bornholm og indtil 1893 var bestyrer på Nordre Jernstøberi i Rønne.
1891-97 var han medlem af byrådet i Rønne. 1892-1900 ejede han et stenhuggeri, der bl.a. leverede en del af stenene til den kunstneriske udsmykning af Københavns Rådhus.
Fra 1890 var han aktiv for oprettelse af smalsporede jernbaner på Bornholm. 1897-1900 var han ingeniør for anlæggelsen af jernbanen Rønne-Nexø, og 1900-1929 var han driftsbestyrer for De Bornholmske Jernbaner, som blev udbygget med Aakirkeby-Almindingen 1901, Rønne-Allinge-Sandvig 1913 og Almindingen-Gudhjem 1916.
I 1932 blev Joachim Fagerlund ridder af Dannebrog. Han var ugift. Hans store villa "Lynghøjen" blev efter hans død indrettet til legatboliger for folk med tilknytning til De Bornholmske Jernbaner.

## Værker
Foruden at han som ingeniør var stærkt involveret i anlægget af alle de bornholmske banestrækninger, løste Joachim Fagerlund mange arkitektopgaver sammen med assistenten på banernes tegnestue, Jens Dam. Hans stationsbygninger og "formandshuse" har karakteristiske vandrette bånd.
- Rønne N formandshus 1900 (nedrevet).
- Hundsemyre trinbræt-pavillon 1901 (nedrevet).
- Køllergårde station december 1901.
- Rønne Ø formandshus 1915-16.
- Pilemølle formandshus 1915-16.
- Balke Strand formandshus 1915-16.
- Humledal station 1927-28.
- Desuden remiser, varehuse, værksteder, arbejdsskure, broer, afmærkninger og i den mere dekorative ende Allingebanens udskårne hvidmalede perronbænke efter skitse af arkitekt Ove Funch-Espersen, der tegnede Allingebanens bygninger.